# Githyanki
Githyanki bądź gitjanki – fikcyjny gatunek istot humanoidalnych z systemu gry fabularnej Dungeons & Dragons. Według podręczników źródłowych D&D githyanki to ksenofobiczna rasa humanoidalna, zamieszkująca głównie część wieloświata gry zwaną sferą (lub płaszczyzną) astralną (ang. Astral Plane).
Pierwotny koncept tej rasy pochodzi z wydanej w 1977 roku powieści Światło się mroczy (Dying of the Light) George’a R.R. Martina. W tym utworze istoty te zostały określone jako soulsucks i dysponowały „mocami psionicznymi”.  
Do Dungeons & Dragons (D&D) wprowadził githyanki inny pisarz, Charles Stross. Inspirując się pomysłem Martina, zamieścił opis tych istot w brytyjskim czasopiśmie fantastycznym „White Dwarf”, w dziale Fiend Factory. Następnie charakterystyka githyanki ukazała się w pierwszym wydaniu Fiend Folio, publikacji towarzyszącej edycji D&D, a wizerunek jednej z tych istot znalazł się na okładce tego wydawnictwa.  

## Githyanki w Dungeons & Dragons wersja 3.5
Githyanki są opisane jako wysokie, chude istoty humanoidalne. Mają żółtą skórę i spiczaste uszy, chętnie noszą ozdobne stroje i pancerze. (W grze komputerowej Neverwinter Nights 2 skóra githyanki ma kolor zielony). Cechują ich wrodzone psioniczne umiejętności.
Żyją w fortecach w sferze astralnej, ale jako istoty pozaplanarne mogą pojawić się w każdym ze światów Dungeons & Dragons. Nie tworzą rodzin, choć do realizacji jakichś celów łączą się w grupy. Są istotami bardzo wojowniczymi, niemal każde spotkanie z przedstawicielami innych ras może zakończyć się walką. Pewnego rodzaju sojusz łączy ich jedynie z czerwonymi smokami.
Istoty te zajmują się nie tylko walką – są wśród nich także czarodzieje i sprawni rzemieślnicy, nieustępujący umiejętnościami krasnoludom, choć wytwarzają głównie uzbrojenie. Broń ma dla githyanki szczególne znaczenie i stanowi niemal przedmiot kultu.
Githyanki nie mają żadnego bóstwa, jego rolę pełni rządząca nimi nieumarła królowa, sprawująca władzę absolutną nad całą społecznością.

### Historia
Przodkowie githyanki w zamierzchłej przeszłości byli niewolnikami illithidów (łupieżców umysłu). Pod wodzą legendarnego Githa wszczęli bunt i doprowadzili do upadku imperium swoich panów. Wyzwolili się z niewoli, ale spór pomiędzy nimi doprowadził do powstania dwóch ras: githyanki i githzerai, zamieszkujących obecnie świat zwany Limbo. Te dwa rodzaje istot dzieli obecnie nienawiść, łączą się tylko w walce przeciw wspólnym wrogom – illithidom.

### Srebrne miecze githyanek
Potężni githyanki dysponują wyjątkowym orężem – srebrnymi mieczami. Broń ta ma specjalne właściwości, potrafi zredukować moce psioniczne zranionego przeciwnika, a nawet przeciąć nić astralną, łączącą międzyplanarnego podróżnika z macierzystym światem. Jeśli taki miecz zostanie stracony (ukradziony lub zdobyty w walce), githyanki zrobią wszystko, żeby go odzyskać, bezwzględnie ścigając jego posiadacza.

## Githyanki w grach komputerowych
Githyanki występują w grach komputerowych osadzonych w świecie Zapomnianych Krain i opartych na mechanice Dungeons & Dragons.
W fabule Baldur's Gate II: Cienie Amn githyanki pojawiają się kilkukrotnie. Istoty te usiłują odebrać bohaterowi podarowany mu przez jednego z NPC srebrny miecz, zaś w lokacji dziejącej się w Podmroku gracz może czasowo sprzymierzyć się z nimi, by pokonać illithidów. Ponadto są jednymi z przeciwników w dodatku Tron Bhaala, w lokacji Twierdza Strażnika.
W Neverwinter Nights 2 głównym wątkiem fabularnym jest odnalezienie fragmentów srebrnego miecza githyanki i ponowne jego wykucie. Miecz ten stanie się bronią służącą do pokonania głównego przeciwnika, Króla Cieni. Githyanki usiłują odzyskać fragmenty ostrza, wielokrotnie stając na drodze bohatera.
Githyanki są jedną z ras grywalnych w grze Baldur’s Gate III - zarówno postać gracza jak i jeden z pozostałych członków drużyny może pochodzić z tej rasy.